# Castellot del temps carlí
El Castellot del temps carlí és un edifici de Camarasa (Noguera) inclòs a l'Inventari del Patrimoni Arquitectònic de Catalunya.

## Descripció
Està situada a un carener, i gaudeix d'unes vistes impressionants. Té a la vora les ruïnes del castell de Llorenç. [Vegeu la fitxa del "Castell de Llorenç"].
El temple presenta un interès evident i palesa una antiguitat que evoca el període de la reconquesta de sector.

## Història
Explica el P. Sanahuja: "Excepció feta dels castells i llocs de Tartareu i del Puig de Privà -que foren conquerits per Ermengol IV d'Urgell- i de Llorenç, el Vescomte guanyà als sarraïns tots els altres castells de la dreta del Segre, entre els dos Nogueres i els termes d'Àger, Santa Linya i Albesa, així com altres de més enllà de la Noguera Ribagorçana. El seu ideal era de poder arribar fins al Cinca, esglésies que tenia donades a Sant Pere d'Àger. I si en algun cas no tenim notícia certa i directa de la conquesta pel Vescomte d'una o altra població, haurem d'interpretar-ho segons formés o no part de l'abadiat d'Àger. Dins d'aquest criteri haurem de negar a Guerau Ponç les conquestes dels Castells i dels llocs de Llorenç i d'Albesa, per no haver estat mai llurs esglésies de pertinença de la Canònica agerenca.
La vila de Camarasa presenta una llarga història. Amb referència al segle passat, és recordat l'incendi de la vila per la facció del carlí "Ramonillo", el 1822, l'any 1848, el general Contreras disposà la reconstrucció de les defenses i hi posà un destacament.
Un episodi luctuós del període de les lluites entre carlins i liberals ocorregué ací el 21 de maig del 1835, quan els capitostos carlins Cortada i Borges sorprengueren els 50 homes que els liberals tenien de guarnició a Camarasa i, obligant-los a tancar-se a l'església, n'incendiaren les portes i els refugiats hagueren de rendir-se i foren executats. També hi hagué una acció de guerra, al poc temps i de signe contrari, intervenint-hi el coronal Niubò.